# Kraftwerk Tuoketuo
Das Kraftwerk Tuoketuo ist ein Kohlekraftwerk in der Autonomen Region Innere Mongolei, China. Es liegt ca. 5 km vom Gelben Fluss entfernt. Das Kraftwerk ist im Besitz der Tuoketuo Power Company (TPC) und wird auch von TPC betrieben; TPC ist ein Joint Venture von Datang Power (60 %), Beijing Power (25 %) und Huaneng Thermal Power (15 %).
Mit einer installierten Leistung von 6,6 (bzw. 6,72) GW ist Tuoketuo das derzeit leistungsstärkste Kohlekraftwerk weltweit (Stand September 2021). Es dient zur Abdeckung der Grundlast.

## Kraftwerksblöcke
Das Kraftwerk besteht gegenwärtig aus 12 Blöcken. Die folgende Tabelle gibt einen Überblick:
| Block | Max. Leistung (MW) | Betriebsbeginn | Turbine | Generator | Dampfkessel |
| ----- | ------------------ | -------------- | ------- | --------- | ----------- |
| 1     | 600                | 06.2003        |         |           |             |
| 2     | 600                | 07.2003        |         |           |             |
| 3     | 600                | 07.2004        |         |           |             |
| 4     | 600                | 09.2004        |         |           |             |
| 5     | 600                | 09.2005        |         |           |             |
| 6     | 600                | 11.2005        |         |           |             |
| 7     | 600                | 06.2006        |         |           |             |
| 8     | 600                | 06.2006        |         |           |             |
| 9     | 300                | 2011           |         |           |             |
| 10    | 300                | 2011           |         |           |             |
| 11    | 660                | 2017           |         |           |             |
| 12    | 660                | 2017           |         |           |             |

Die Blöcke 1 bis 8 gingen zwischen 2003 und 2006 ans Netz; die Blöcke 9 und 10 folgten 2011. Die Blöcke 11 und 12 wurden 2017 in Betrieb genommen.

## Sonstiges
Die Weltbank unterstützte die Errichtung des Kraftwerks durch einen Kreditrahmen in Höhe von 400 Mio. USD; im Jahr 1996 hatte die Weltbank eine Studie hinsichtlich der Umweltverträglichkeit des Kraftwerks durchgeführt.
Die englische Zeitung The Telegraph führte Tuoketuo 2007 mit 32,4 Mio. t an Stelle 5 der 25 größten CO2-Emittenten weltweit. Mit einem CO2-Ausstoß von 29,46 Mio. t lag Tuoketuo im Jahr 2018 an Stelle 6 der Kraftwerke mit den größten CO2-Emissionen.